# Eleanor Baker
Eleanor Elizabeth Baker (Pretoria, 21 augustus 1944 – Klein-Brakrivier, 1 juli 2002) was een Afrikaanstalige Zuid-Afrikaanse schrijfster.

## Biografie
Baker werd op 21 augustus 1944 in Pretoria geboren. Haar vader was hoogleraar scheikunde aan de Universiteit van Pretoria. De familie woonde op een plaas (farm) buiten de stad. Ze doorliep in Pretoria de F.E. Odendaalschool middelbare school. Aanvankelijk studeerde Baker musicologie aan de Universiteit van Pretoria, maar deed 1968 daar  haar Masters in Afrikaans. Ze behaalde ook een onderwijsgraad en gaf van 1967 tot 1975 les in Johannesburg. In 1967 trouwde ze met Walter Baker, een diplomaat. Van 1975 tot 1979 woonden zij in Teheran, daarna achtereenvolgens in Den Haag, Montreal en Brussel. Baker heeft vaak gezegd dat zij aan haar verblijf in Den Haag goede herinneringen heeft. Weerkaatsings en Dossier van ’n gyseling heeft ze tijdens dit verblijf geschreven. In het Letterkundig Museum in Den Haag wordt de briefwisseling bewaard tussen Willem Frederik Hermans en Baker. In 1994 keerde het gezin, er waren zijn inmiddels een zoon en een dochter geboren, terug naar Zuid-Afrika. Na enkele jaren in Brooklynn, Pretoria, gewoond te hebben vestigde de familie zich in een vakantieoord aan de Klein Brakrivier aan de zuidkust. Op 1 juli 2002 overleed de auteur aan de gevolgen van kanker.

## De schrijfster
Baker heeft meerdere boeken geschreven. Haar eerste boek, As ´n pou kon vlieg, verscheen in 1980 en beschrijft de situatie in Teheran tijdens hun verblijf aldaar voorafgaande aan de revolutie van 1979. Daarna verschenen 15 romans. Onder het pseudoniem Christine le Roux publiceerde ze 29 liefdesverhalen en onder de naam Alex Muller vijf detectives.
Haar eerste roman ´n Wêreld sonder einde verscheen in 1972, een roman waarin een aantal mensen zich gedurende vijf dagen in één kamer ophouden. Splinterspel gaat over een vrouw die werkelijkheid en schijn niet meer uit elkaar kan houden. De hoofdpersoon in Mørketiden lijdt aan hallucinaties, nachtmerries en fantasieën in een poging de zin van het bestaan te ontdekken.  
Een bekend patroon in haar werk is een hoofdpersoon die door een uitzonderlijke, vaak traumatische, ervaring tot een beter begrip van zichzelf en de omgeving komt. Dit is duidelijk terug te vinden in haar boeken Monica, ´n Geslote boek, en Dossier van ´n gyseling. Minder diepgravend is de roman Die kwart-voor-sewe-lelie. In de hierna volgende romans is ze weer terug  bij haar oude thema, een eksistentiële krisis die de personages ondergaan: In die middel van die Karoo, Die nes en Verbeelde werklikheid, ´n Ou begin en Die ander Marta. Verbeelde werklikheid wordt gezien als haar beste boek. Dit handelt over een huisvrouw die weinig tijd overhoudt voor haar roman(personages). Personages uit haar omgeving en in de roman gaan door elkaar lopen. Celeste van Rooyen heeft dit boek tot ’n toneelstuk verwerkt dat in 2005 werd opgevoerd. Voor twee romans heeft Baker grondig onderzoek gedaan en zich gebaseerd op authentieke bronnen: voor Groot Duiwelsdood, over de Anglo-Boerenoorlog (1899-1902) waarin ze het verhaal van een Vrijstaatse familie vóór, tijdens en na de oorlog vertelt, en voor Dossier van een gyseling, over een jonge vrouw wier leven radicaal verandert na door terroristen gegijzeld te zijn. Ten slotte schreef ze een biografie over DF Malherbe (1881-1969), een Afrikaanstalige schrijver en ver familielid.
De auteur schreef ook 29 liefdesverhalen onder de schuilnaam Christine le Roux, het eerste, ’n Veilige hawe, verscheen in 1981 en het laatste, Om lief te hê, in 2003. Deze liefdesverhalen zijn tussen 2000 en 2008 gebundeld in de uit 11 delen bestaande serie Christine le Roux Omnibus. Daarnaast schreef zo onder de naam Alex Müller vijf detectives. Bovendien schreef ze een viertal kinderboeken en vier televisiescripts.

### Romans
- 1972 - ’n Wêreld sonder einde
- 1973 - Splinterspel
- 1975 - Mørketiden
- 1978 - Monica
- 1981 - ´n Geslote boek
- 1985 - Dossier van ´n gyseling
- 1988 - Die kwart-voor-sewe-lelie
- 1991 - In die middel van die Karoo
- 1993 - Die nes
- 1996 - Verbeelde werklikheid
- 1998 - Groot duiwelsdood (over de Boerenoorlog)
- 2001 - ´n Ou begin
- 2002 - Die ander Marta
- 2006 - Eleanor Baker Omnibus 1  (Die kwart-voor-sewe-lelie and In die middel van die Karoo)
- 2008 - Eleanor Baker Omnibus 2 (Die nes and ´n Wêreld sonder einde)

Als Christine le Roux
- 2000/2008 -   Christine le Roux Omnibus (11 delen)

Als Alex Muller
- 1998 - Die vyf susters
- 1999 - Die rooi angelier
- 2000 - Drie misdade in ’n knoop
- 2001 - Bloedbande
- 2003 - Hotel Bergsig

### Kinder- en jeugdboeken
- 1982 - ’n Bootjie oor die see
- 1983 - Die Nels van Groenewoud: ’n jeugverhaal
- 1984 - Weerkaatsings: ’n sprokie
- 1991 - Daar is spore op die maan

### Non-fictie
- 1980 -  As ’n pou kon vlieg: ’n verblyfboek oor Teheran
- 1981 - DF Malherbe: mens en meester

### Televisie scripts
- En toe kom Wynand (1994)
- Dooiehout
- Vierspel I (1993)
- Vierspel II (1995)

### In het Nederlands vertaald
- 2000 - Geschroeide aarde (Groot duiwelsdood)

### Prijzen
- 1985 - FAK-prijs voor Ontspanningsleesstof
- 1992 - Scheepersprijs voor Jeugdlektuur voor 1990–1992 (Daar is spore op die maan)